# Mario Coppola
Mario Coppola (Roma, 5 febbraio 1937 – Roma, 5 marzo 2011) è stato un fisico italiano attivo nel campo della fisica nucleare.

## Biografia
Figlio di Leonardo Coppola (avvocato in Confindustria ed Ufficiale del Regio Esercito) ed Elena Alestra e nipote del noto economista Francesco Coppola D'Anna (Direttore Generale di ASSONIME), visse la sua giovinezza a Roma fino alla laurea in fisica nucleare nel 1960, allievo di Edoardo Amaldi e di Sebastiano Sciuti. Dal 1961 al 1964 è stato PostDoc alla Columbia University di New York, poi (per un breve periodo) Professore di Fisica Nucleare all'Università di Padova; successivamente ha lavorato negli anni dal 1964 al 1971 al Bureau Central de Mesures Nucleaires (BCMN) dell'EURATOM a Geel (Belgio). Ha ottenuto la libera docenza in fisica nucleare all'Università di Milano nel 1969.
Ha ricoperto l'incarico di Funzionario Scientifico presso il Centro Comune di Ricerche (CCR) dell'EURATOM ad Ispra dal 1971 al 1977. Da qui si è trasferito, come Funzionario Internazionale, al CNEN divenuto poi Centro ENEA della Casaccia a Roma, dove è stato attivo fino al 2000, come responsabile EURATOM di contratti europei di ricerca.
È stato socio fondatore, segretario scientifico e quindi presidente e infine consigliere emerito della Società Italiana per le Ricerche sulle Radiazioni (SIRR).
Tra gli altri incarichi, il Mario Coppola è stato consulente dell'Comitato scientifico delle Nazioni Unite per lo studio degli effetti delle radiazioni ionizzanti (UNSCEAR), membro del Comitato Scientifico della International Association for Radiation Research (IARR) ed ha fatto parte del Comitato Scientifico di molti congressi nazionali e internazionali.
È stato autore di circa 150 pubblicazioni internazionali sulle radiazioni ionizzanti e sugli effetti fisici e biologici.